# Гарс
Гарс (нім. Gars) — громада в Німеччині, розташована в землі Баварія. Підпорядковується адміністративному округу Верхня Баварія. Входить до складу району Мюльдорф. Центр об'єднання громад Гарс-ам-Інн.
Площа — 4,366 км2. Населення становить 3960 ос. (станом на 31 грудня 2020).

## Галерея

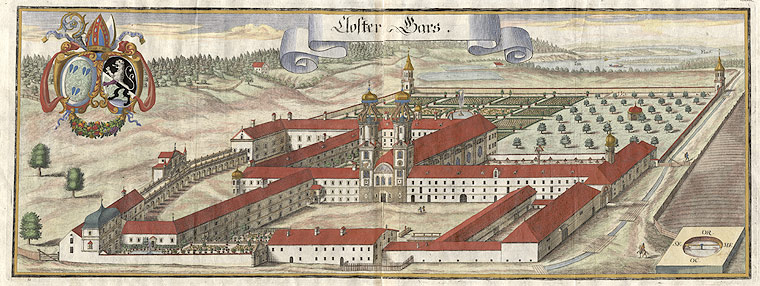
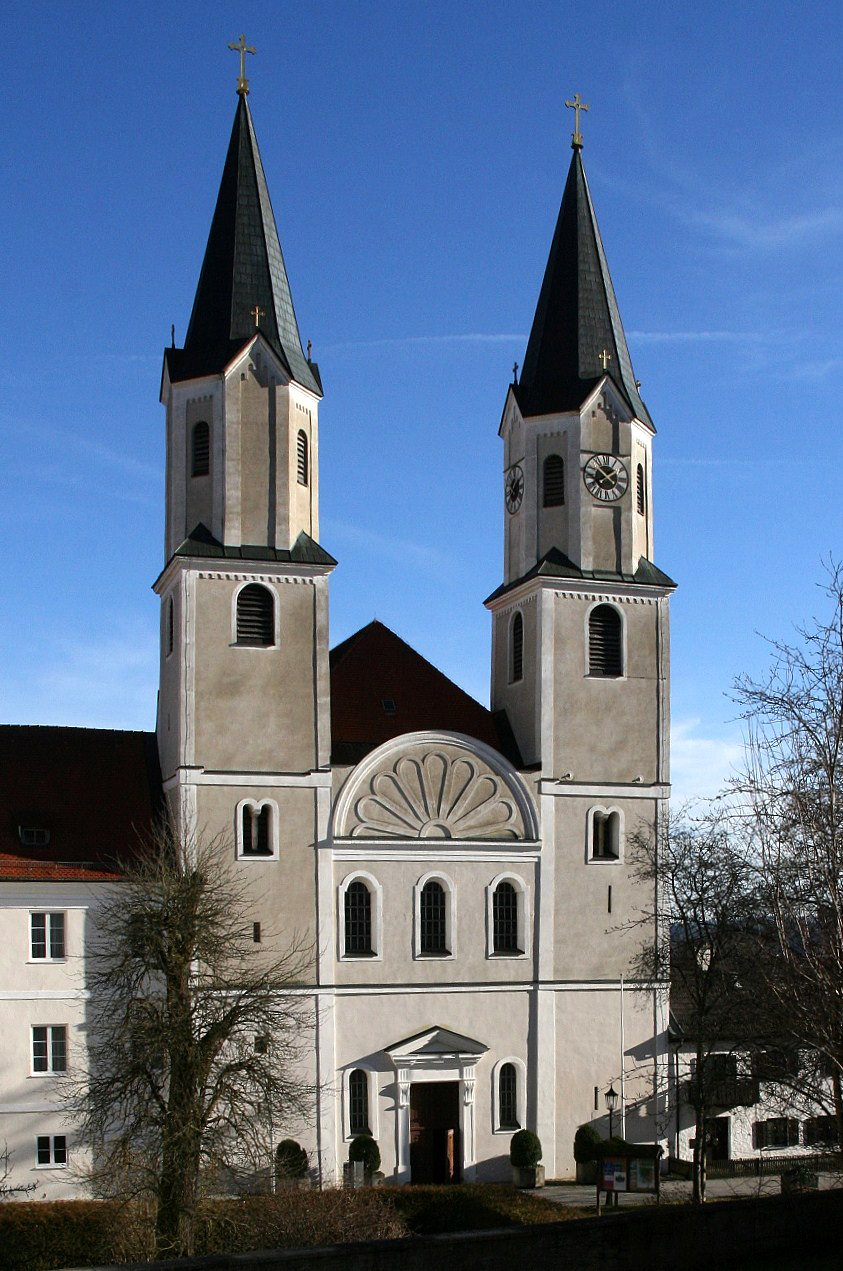